# Rozbité okno
Rozbité okno (anglicky The Broken Window) je knižní thriller amerického spisovatele Jefferyho Deavera z roku 2008. Je to osmý díl ze série knih o Lincolnu Rhymovi, předchází ho román Hodinář a následuje ho Hořící drát.

## Děj
Příběh vypráví o vraždícím psychopatovi, který má přístup do databází největší informační společnosti v Americe. Vrah využívá získaných informací k tomu, aby pronikl do života vytipované oběti, kterou následně zavraždí a vinu svalí na nevinného člověka. Zdá se, že tento člověk nalezl recept na dokonalou vraždu.
Obětí postupně přibývá, dokud se jedním z obětních beránků nestane bratranec kriminalisty Lincolna Rhyma. Přestože se Rhyme s bratrancem dlouhá léta neviděl, na žádost bratrancovy manželky se zdánlivě neřešitelného případu ujímá. Se svojí kolegyní Amélií Sachsovou začne postupně rozplétat zločinnou pavučinu upředenou pachatelem, který je posedlý touhou sbírat intimní detaily cizích životů.